# Mirandela (freguesia)
Mirandela es una freguesia portuguesa del municipio de Mirandela, en el distrito de Braganza, con 29,78 km² de superficie y 11 852 habitantes (2011). Su densidad de población es de 398,0 hab/km².
Freguesia urbana, que incluye el casco histórico de la ciudad, además de las aldeas anexas de Bronceda, Freixedinha y Vale de Madeiro, en su patrimonio histórico-artístico destacan el puente románico sobre el río Túa, el castillo de Mirandela, de finales del siglo XIII, el Palacio de los Távora (siglo XVIII), hoy sede del Ayuntamiento, y la Iglesia de la Misericordia, de fines del siglo XVII y estilo manierista